# Pentium III
Pentium III je mikroprocesor  tvrtke   Intel koji je izgrađen za x86 (32-bit) arhiktekturu, a prvi put je predstavljen u veljači 1999. godine i nasljednik je procesora Pentium II. Velika razlika između ta dva procesora je u Streaming SIMD Extensions (SSE) poznat i pod imenom Internet Streaming Extensions (ISSE) jedinice.
Pored Pentium III na istoj arhitekturi postoji i model Intel P6.

## Prva verzija
Pentium III procesor s kodnim imenom "Katmai" je dalji razvoj Pentium II procesora sa Sechutes jezgrom. Pošto je Intel planirao promjene Bustakta sa 100 na 133 MHz došlo je i do minimalnih promjena u driverima bus interfejsa. Osim toga došlo je i do promjena u L1 - Cache kontrolorima koji su bili malo poboljšani. Pošto su promjene bile minimalne, a proces proizvodnje skoro pa identičan, mnogi su se čudili o "preimenovanju" s Pentium II na Pentium III. Katmai je bio dostupan s takt-frenkvencijom između 450 i 600 MHz i bustaktom od 100 i 133 Mhz. Pošto L2-Cache Katimai-a, kao kod njegovog prethodnika Deschutes-a nisu bile integrirane na chipu, katmai postoji samo za već postojeće Pentium II poznate Slot-1 Bus interfejse u formama SECC i SECC2 iako je SECC jako rijedak i prema Intelu dolazi samo s OEM (Original Equipment Manufacturer).

## Druga verzija
Pentium III procesor s kodnim imenom Coppermine je ujedinjenje Katmai-a s Medocino-Celeronom koji je Intelov prvi P6-CPU s P6-CPU integriranim L2-Cache-ima. Kao i Katmai, Coppermine također posjeduje SSE proširenje za komandnu liniju kao i serijski broj. Od Mendocino-a je Coppermine nasljedio integrirane L2-Cache kao i potpuno s CPU-taktom pogonjenu vezu na CPU-jezgru koja dozvoljava istovremeno korištenje RW funkcija (čitanje i pisanje). S 256 KB L2-Cache su upola manje nego kod Katmai-a, ali poboljšana veza s CPU jezgrom je imala pozitivan učinak, tj. kod iste takt frenkvencije mnoge tadašnje aplikacije su bile ubrzane kao i performance PC-a.

## Pentium III-S - server varijanta Tualatina
Zadnja jezgra Tualatin donijela je velike performance, koje su se posebno vidjele na server varijantama koje su imale Pentium III-S s 512 KB poduplanim Cache-om.
Ne samo da je došlo do smanjenja Coppermina s novom 130 nm-tehnologijom, nego su i elektronske osobine bus protokola bile promijenjene tako da ovaj procesor nije funkcionirao na normalnim 370-Mainboardima. Tualatin je samo funkcionirao na novim takozvanim FCPGA2-kompatibilnim Socket-370-Mainboardima, ali postoje mnoge modifikacije koje dozvoljavaju procesore s tualatin jezgrom na pojedinim mainbordima bez FCPGA2 podrške. Postoje i komercijalni adapteri kao od firme Upgradeware takozvani Slot-t (upgrade za slot 1) i 370GU (Uprgrade za socket 370) kao i FCPGA-FCPGA2-Adapter od Lin Lin (Upgrade za Socket 370).
Pored server varijante Pentium III-S i mobilne varijante Mobile Pentium III-m, oba dvije s 512 KB L2-Cache, postoji i desktop varijanta s 256 KB L2-Cache, koje su dostupne s takt-frenkvencijama između 1 i 1,4 GhZ.